# Stockholm Prize in Criminology
Der Stockholm Prize in Criminology ist eine internationale Auszeichnung für herausragende Leistungen auf dem Gebiet der  kriminologischen Forschung oder der praktischen Anwendung von Forschungsergebnissen zur Kriminalprävention und zur Wahrung der Menschenrechte. Unter der Schirmherrschaft des Justitiedepartementet (Justizministerium Schwedens) wird seit 2006 zeitgleich mit der jährlichen Preisverleihung an der Universität Stockholm eine kriminologische Fachkonferenz veranstaltet, auf der der Arbeitsbereich der Preisträger präsentiert und diskutiert wird.
Der Preis für ist mit einer Million Schwedischen Kronen dotiert. Dies entspricht einem Betrag von etwa 86.000 Euro.

## Preisträger
Preisträger sind:
- 2006: Friedrich Lösel (Cambridge University, Großbritannien) und John Braithwaite (Australian National University)
- 2007: Alfred Blumstein (University of Pittsburgh, USA) und Terrie E. Moffitt (University of London)
- 2008: David Olds (University of Colorado, Vereinigte Staaten) und Jonathan Shepherd (Cardiff University, Wales)
- 2009: John Hagan (Northwestern University in Evanston (Illinois), Vereinigte Staaten) und Raul Eugenio Zaffaroni (Oberster Gerichtshof von  Argentinien)
- 2010: David Weisburd (Hebräische Universität Jerusalem und George Mason University, Vereinigte Staaten)
- 2011: John H. Laub (University of Maryland) und Robert J. Sampson (Harvard University, Cambridge)
- 2012: Jan van Dijk (Universität Tilburg, Niederlande).
- 2013: David P. Farrington (Cambridge University, Großbritannien).
- 2014: Daniel Nagin (Carnegie Mellon University) und Joan Petersilia (Stanford University)
- 2015: Ronald V. Clarke und Patricia Mayhew
- 2016: Travis W. Hirschi, Cathy Spatz Widom und Per-Olof H. Wikström
- 2017: Richard E. Tremblay
- 2018: Herman Goldstein
- 2019: Ruth Dreifuss, Peter Reuter
- 2020: Philip J. Cook und Franklin E. Zimring
- 2021: Elijah Anderson
- 2022: Francis T. Cullen und Peggy C. Giordano
- 2023: Beatriz Magaloni
- 2024: Gary LaFree und Tom R. Tyler
- 2025: Frances Crook und Bryan Stevenson